# Verbandsgemeinde Langenlonsheim
Verbandsgemeinde Langenlonsheim – dawna gmina związkowa w Niemczech, w kraju związkowym Nadrenia-Palatynat, w powiecie Bad Kreuznach. Siedziba gminy związkowej znajdowała się w miejscowości Langenlonsheim. 1 stycznia 2020 gmina związkowa została połączona z gminą związkową Stromberg tworząc nową gminę związkową Langenlonsheim-Stromberg.  

## Podział administracyjny
Gmina związkowa zrzeszała siedem gmin jednostkowych:
1. Bretzenheim
2. Dorsheim
3. Guldental
4. Langenlonsheim
5. Laubenheim
6. Rümmelsheim
7. Windesheim